# The Chicks
The Chicks (mais conhecido por seu antigo nome, Dixie Chicks) é uma banda norte-americana de música country, composto por Emily Robison, Martie Maguire e Natalie Maines. É um dos grupos femininos de maior sucesso de todos os tempos, tendo vendido um pouco mais de trinta milhões de álbuns em sua terra natal.
O grupo foi formado em 1989 em Dallas, Texas, tendo gravado três álbuns de bluegrass. Após anos de luta para reconhecimento e mudança nos integrantes e na direção musical, as Dixie Chicks finalmente conseguiram fazer um enorme sucesso nos mercados country e pop no final da década de 1990. As integrantes do grupo se tornaram bastantes conhecidas devido a seus caráteres, suas habilidades vocálicas e instrumentais, seu senso de moda e seus comentários políticos. Até o início 2007, o grupo já ganhou doze prêmios Grammy, e se tornou o primeiro artista country a receber mais de duas indicações para o prêmio de melhor álbum do ano (com Fly, Home e Taking The Long Way).
Em 2003, dez dias antes da invasão norte-americana do Iraque, a vocalista Natalie Maines disse se envergonhar do fato de que o presidente George W. Bush é texano assim como as integrantes do grupo. Tal afirmação causou controvérsia e o grupo foi banido de diversas emissoras de rádio por todo o país. Este momento infame da vida das integrantes do grupo serviu de base para o documentário Dixie Chicks: Shut Up and Sing (2006). Em 2007, na cerimônia de entrega dos 49os. prêmios Grammy, as Dixie Chicks ganharam todos os cinco prêmios para os quais estavam indicadas, incluindo os mais prestigiados: melhor canção do ano, melhor gravação do ano e melhor álbum do ano. Elas interpretaram os prêmios como sendo "liberdade de expressão" exercida por parte dos votantes.
Em junho de 2020, a banda mudou seu nome para The Chicks, largando a palavra "Dixie". "Dixie" é um apelido para a região sul dos Estados Unidos e começou a ser usado após a linha Mason–Dixon, que separava os estados livres e os escravagistas do sul em meados do século XIX. A mudança aconteceu devido a conotação e a conexão que a palavra "dixie" tem com a escravidão nos Estados Unidos. Alguns fãs conservadores criticaram a mudança como "sinalização de virtude". Além da mudança do nome, a banda lançou uma canção de protesto, "March March", em um tributo aos movimentos pedindo por justiça social nos Estados Unidos.

## Discografia

### Álbuns
- 1990: Thank Heavens for Dale Evans
- 1992: Little Ol' Cowgirl
- 1993: Shouldn't a Told You That
- 1998: Wide Open Spaces
- 1999: Fly
- 2002: Home
- 2003: Top of the World Tour: Live
- 2006: Taking the Long Way
- 2020: Gaslighter

### Singles Top 40 nos EUA (Billboard)

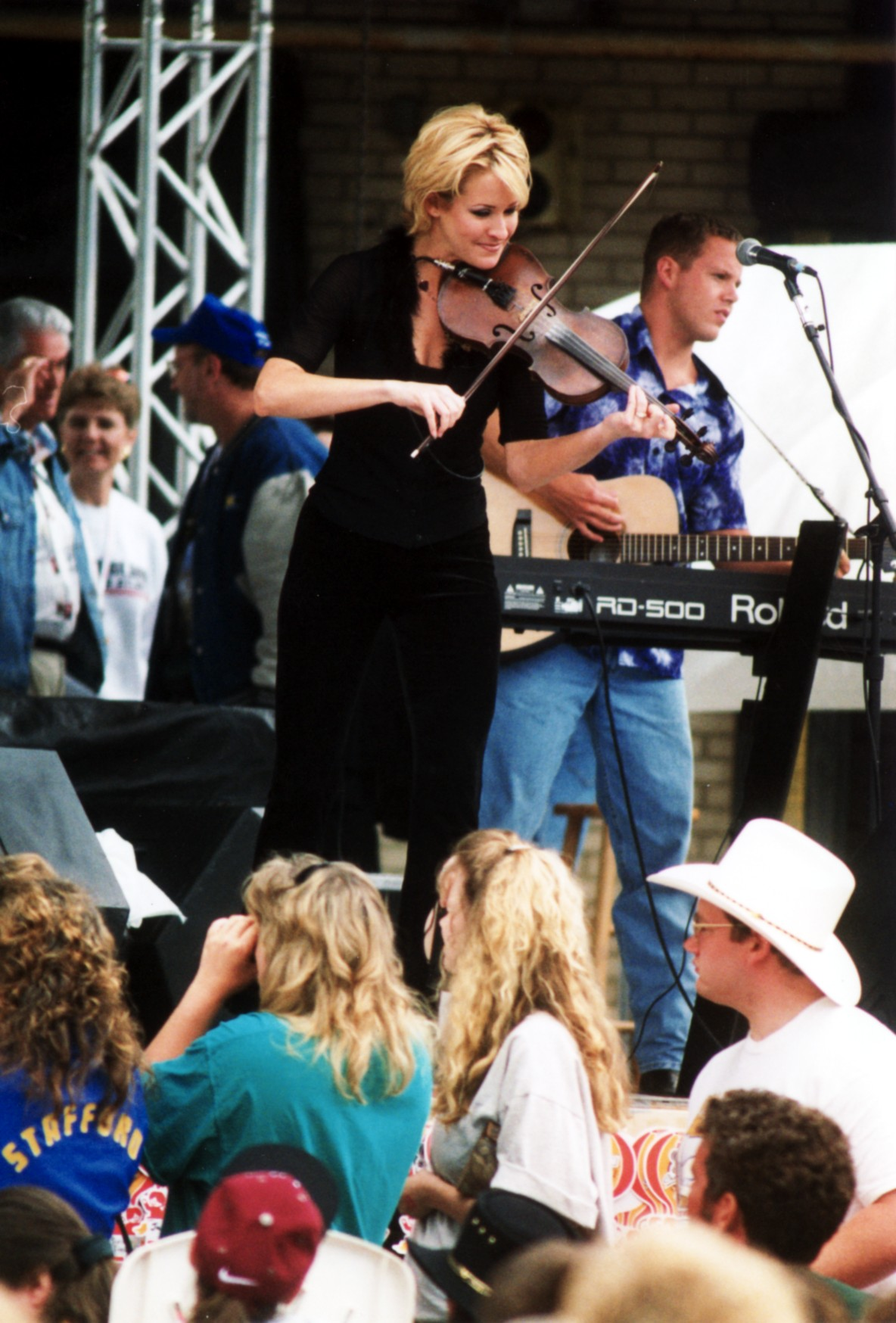
Martie Maguire e Dixie Chicks, 1998

| Ano  | Título                                | Álbum               | Posição |
| ---- | ------------------------------------- | ------------------- | ------- |
| 1998 | "There's Your Trouble"                | Wide Open Spaces    | 36      |
| 1999 | "You Were Mine"                       | Wide Open Spaces    | 34      |
| 1999 | "Ready to Run"                        | Fly                 | 39      |
| 1999 | "Cowboy Take Me Away"                 | Fly                 | 27      |
| 2000 | "Goodbye Earl"                        | Fly                 | 19      |
| 2000 | "Without You"                         | Fly                 | 31      |
| 2000 | "If I Fall You're Going Down With Me" | Fly                 | 38      |
| 2002 | "Landslide"                           | Home                | 7       |
| 2002 | "Long Time Gone"                      | Home                | 7       |
| 2002 | "Travelin' Soldier"                   | Home                | 25      |
| 2007 | "Not Ready to Make Nice"              | Taking the Long Way | 4       |

## Integrantes
| Membros | Membros                       | 1989 | 1990 | 1991 | 1992 | 1993 | 1994 | 1995 | 1996 | 1997 | 1998 | 1999 | 2000 | 2001 | 2002 | 2003 | 2004 | 2005 | 2006–presente (hiato) |
| ------- | ----------------------------- | ---- | ---- | ---- | ---- | ---- | ---- | ---- | ---- | ---- | ---- | ---- | ---- | ---- | ---- | ---- | ---- | ---- | --------------------- |
|         | Laura Lynch (1989–1995)       |      |      |      |      |      |      |      |      |      |      |      |      |      |      |      |      |      |                       |
|         | Robin Lynn Macy (1989–1992)   |      |      |      |      |      |      |      |      |      |      |      |      |      |      |      |      |      |                       |
|         | Martie Maguire (1989–present) |      |      |      |      |      |      |      |      |      |      |      |      |      |      |      |      |      |                       |
|         | Emily Robison (1989–present)  |      |      |      |      |      |      |      |      |      |      |      |      |      |      |      |      |      |                       |
|         | Natalie Maines (1995–present) |      |      |      |      |      |      |      |      |      |      |      |      |      |      |      |      |      |                       |